# Сунуапа (муниципалитет)
Сунуапа (исп. Sunuapa) — муниципалитет в Мексике, штат Чьяпас, с административным центром в одноимённом посёлке. Численность населения, по данным переписи 2020 года, составила 2308 человек.

## Общие сведения
Название Sunuapa с языка науатль можно перевести как — река заросшая хоноте.
Площадь муниципалитета равна 78,3 км², что составляет 0,1 % от площади штата, а наиболее высоко расположенное поселение Эль-Кукайо-2, находится на высоте 411 метров.
Он граничит с другими муниципалитетами Чьяпаса: на севере, востоке и юге с Пичукалько, и на западе с Остуаканом.

## Учреждение и состав
Муниципалитет был образован 23 февраля 1944 года, по данным 2020 года в его состав входит 13 населённых пунктов, самые крупные из которых:
| Код INEGI                  | Населённый пункт                                                                | Численность населения (2005 год) | Численность населения (2010 год) | Численность населения (2020 год) |
| -------------------------- | ------------------------------------------------------------------------------- | -------------------------------- | -------------------------------- | -------------------------------- |
| 088                        | Всего                                                                           | 2088                             | 2235                             | 2308                             |
| 0001                       | Сунуапа (исп. Sunuapa) 17°29′22″ с. ш. 93°14′35″ з. д. (административный центр) | 726                              | 807                              | 894                              |
| 0006                       | Сан-Педро (исп. San Pedro) 17°27′44″ с. ш. 93°13′58″ з. д.                      | 273                              | 298                              | 373                              |
| 0004                       | Ла-Либертад (исп. La Libertad) 17°28′51″ с. ш. 93°13′21″ з. д.                  | 261                              | 288                              | 233                              |
| 0005                       | Санта-Крус-3 (исп. Santa Cruz 3ra. Sección) 17°29′36″ с. ш. 93°13′14″ з. д.     | 210                              | 198                              | 201                              |
| 0003                       | Эскипулас (исп. Esquipulas) 17°30′13″ с. ш. 93°15′38″ з. д.                     | 128                              | 178                              | 156                              |
| —                          | Прочие                                                                          | 490                              | 466                              | 541                              |
| Названия на карте Генштаба |                                                                                 |                                  |                                  |                                  |

## Экономическая деятельность
По статистическим данным 2000 года, работоспособное население занято по секторам экономики в следующих пропорциях:
- сельское хозяйство, скотоводство и рыбная ловля — 66,4 %;
- промышленность и строительство — 8,7 %;
- торговля, сферы услуг и туризма — 20,8 %;
- безработные — 4,1 %.

## Инфраструктура
По статистическим данным 2020 года, инфраструктура развита следующим образом:
- электрификация: 97,3 %;
- водоснабжение: 77,9 %;
- водоотведение: 97,9 %.

## Туризм
Основными достопримечательностями являются природные ландшафты, в частности на реке Платанар.
В муниципальном центре можно посетить церковь Святого Симона, построенную в XVII веке.